# Инспектор Гаджет (мультсериал, 2015)
«Инспектор Гаджет» (англ. Inspector Gadget, также известен как Inspector Gadget 2.0) —  американо-канадско-французский мультипликационный сериал, снятый в 2013 году компанией DHX Media. Является сиквелом оригинального мультсериала 1983 года. Дата выхода была объявлена 11 июня 2013 года в формате 26 эпизодов, а 3 января 2015 года состоялась премьера на телеканале Boomerang во Франции и в Канаде — на Teletoon 7 сентября 2015.

## Сюжет
Действие разворачивается в разных местах, но каждая серия начинается в городе Метро-Сити. Инспектор полиции Гаджет борется с организацией ПСИХ, руководитель которой — злой учёный Доктор Кло (Доктор Клешня) — хочет завладеть миром. Каждое задание Гаджету даёт его шеф Куимби, вручая Гаджету самоуничтожающуюся записку. Гаджету всегда помогают его любимая и изобретательная племянница Пенни и верный пёс Брейн.

## Озвучивание
- Иван Шерри — Инспектор Гаджет
- Дерек Макграт — Шеф Куимби;
- Мартин Роуч — Доктор Кло;
- Лион Смит — Талон Кло (Коготь);
- Тара Стронг — Пенни;
- Скотт МакКорд — Брейн;
- Кэти Гриффин - Кайла.

## Персонажи
- Инспектор Гаджет (Джон Браун) — главный герой, киборг, дядя Пенни. Как и в оригинальном мультсериале, постоянно совершает различные глупости на заданиях и зачастую если и умудряется его завершить, то чисто случайно. По характеру почти не изменился, оставшись таким же глупым и пафосным, но здесь он чуть более эгоистичный. Всегда берёт с собой на миссию свою любимую племянницу Пенни.
- Пенни Гаджет (Браун) — блондинка, любимая племянница Гаджета. Имеет пса Брейна и лучшую подругу Кайлу. Всегда ходит на миссию со своим дядей, но тот никогда её не слушает, даже если факты очевидны. Как и в оригинале, всегда сама разрушает планы доктора Кло, но об этом не знает никто, кроме Брейна и Талона. Вместо книги-компьютера из оригинального сериала вооружена голографическим планшетом под названием Кодекс. Влюблена в Талона.
- Брейн — верный пёс, питомец Пенни. Невероятно умен и по команде своей хозяйки всегда отвлекает её дядю. По-прежнему, как и в оригинале, Брейн часто ошибочно принимается Гаджетом за врага.
- Доктор Кло (Сэнфорд Сколекс/Джордж Коготь/Ирвинг Балуниус Коготь Младший) — главный антагонист мультсериала, человек в стальных перчатках. Имеет кошку по кличке Бешеный (которая в оригинале была мужского пола) и племянника Талона. Мечтает покорить весь мир. Как и в оригинале, его лицо никогда не появляется на экране, но здесь всегда видно его туловище, а не только руки.
- Талон Кло (Коготь) — брюнет-подросток, племянник доктора Кло. Является его основным агентом в сериале и всегда выполняет его приказы, но тем не менее вечно остаётся у него в немилости. Влюблён в Пенни, но также является её врагом и иногда даже пытался уничтожить; кроме того, он третье лицо в сериале, кто знает, что на самом деле именно Пенни всегда разрушает планы доктора Кло, а не Гаджет, однако этого не замечает даже сам доктор Кло (в одной из серий он даже не вспомнил Пенни, когда Талон показал ему её).
- Шеф Куимби — начальник Гаджета и Пенни. Внешне несколько изменился по сравнению с оригинальным сериалом. Теперь его самоуничтожающиеся записки, которые он выдаёт Гаджету, представляют собой голографические шарообразные проекторы; как и прежде, Гаджет постоянно умудряется кинуть их в сторону шефа, но теперь тот не жалуется на это. По-прежнему не знает, что все задания выполняет Пенни.
- Бешеный кот — кошка Доктора Кло.
- Кайла — лучшая подруга Пенни.
- Профессор фон Глянец — профессор Управления. Смышлёный, вечно придумывает что-то.